# Лубенський учительський інститут

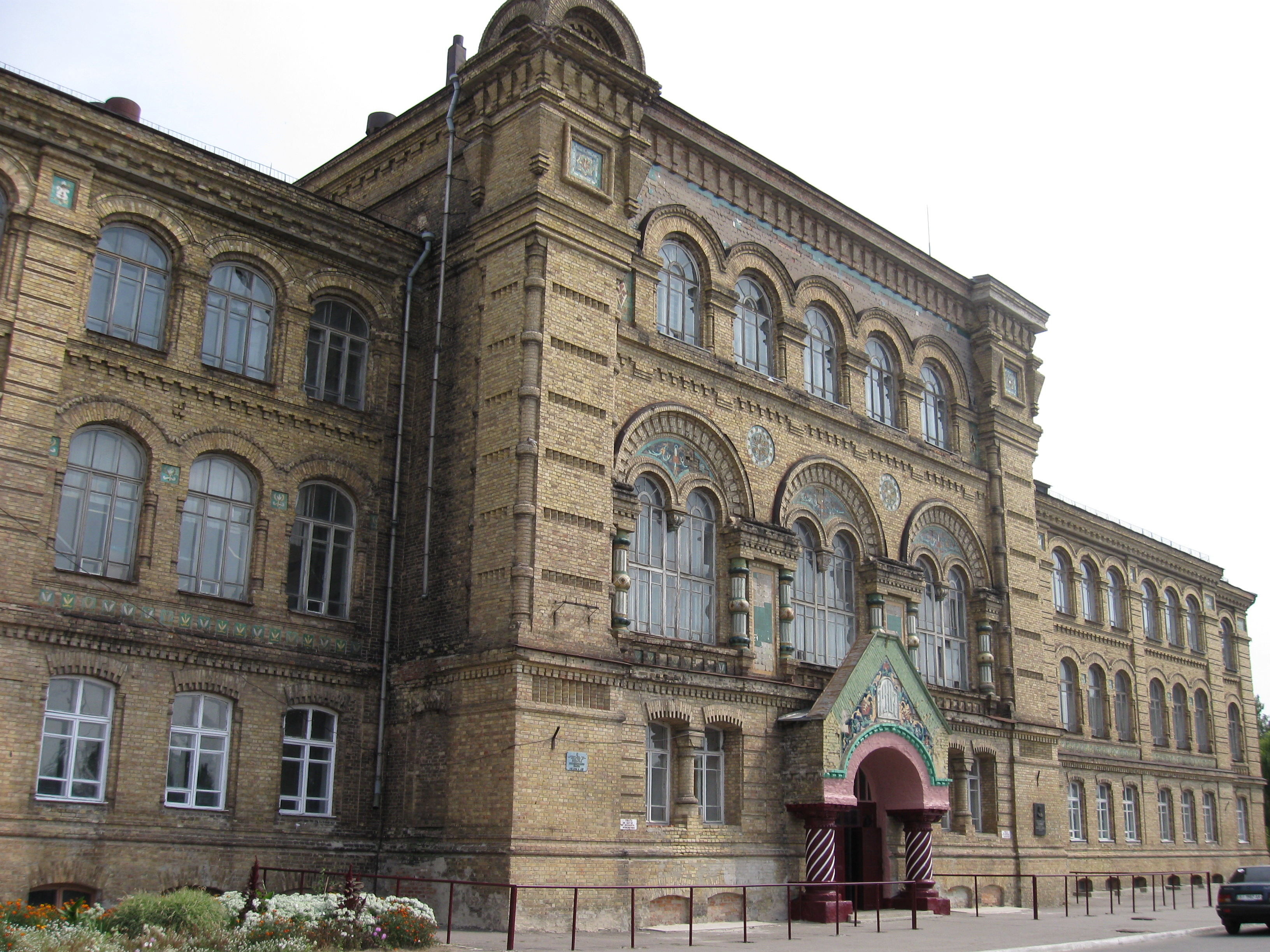
Лубенська ЗОШ № 10 (серпень 2009 року)

Лубенський учительський інститут — інститут для підготовки педагогічних кадрів у м.Лубни Полтавської губернії.

## Історія
Створений 1920 року на базі єпархіального училища, що існувало у 1907–1918 роках. Існував до 1941 року.
У 1902 році ХІІ єпархіальний з'їзд духовенства вирішив відкрити в м.Лубни єпархіальне училище.
З 1907 воно було відкрито. Училище відкривались,  головним  чином,  для  безкоштовної освіти дочок православного духовенства.  Але  за  певну  плату  в  них навчалися   й   представниці   інших верств населення. Навчальний курс (6 класів, і  додатковий 7-й клас - для  підготовки  вчительок  парафіяльних  шкіл)  наближувався  до  курсу  жіночої гімназії. Але чи не найголовніше завдання  цього  училища  –  підготовка освічених  дружин  священнослужителів. Викладалися: Закон Божий, російська мова, математика, географія, загальна  та  російська  історія,  педагогіка, чистописання,  церковні  співи,  рукоділля  і  домашнє  господарство,  музика (навчали грі на роялі та скрипці)
Проект будівлі був створений О. М. Бекетовим. У цьому будинку і був розміщений учительський інститут. 
Для підготовки учителів-предметників найбільш масової тоді семирічної загальноосвітньої школи були створені учительські інститути із скороченим терміном навчання (2,5-3 роки), які давали незакінчену вищу освіту. 
У 1920 р. відкрито Лубенський учительський інститут, де готували вчителів фізики, математики та інших природознавчих дисциплін.
З 1932 р. по 1941 р. - Лубенський державний педагогічний інститут
Нині тут працює загальноосвітня школа № 10.
У 2006 р  на базі школи № 10 відкрита філія Національного педагогічного університету імені Михайла Драгоманова, що забезпечує підготовку фахівців на заочному та дистанційному відділеннях за освітньо-кваліфікаційними рівнями «Бакалавр» та «Магістр».
Зокрема, на бакалавраті студенти здобувають освіту за спеціальностями: «Початкове навчання (практична психологія)»; «Дошкільне виховання (сімейний вихователь)»; «Економіка і підприємництво»; «Інформатика (іноземна мова)»; «Практична психологія»; «Біологія (практична психологія)».
Магістратура презентується спеціальностями «Управління навчальним закладом», «Адміністративний менеджмент» та «Економіка і підприємництво».

## В інституті вчились
- Мусієнко Дмитро Михайлович — український сценарист, кінокритик.
- Бондар Василь Трохимович — український поет і письменник.
- Нестеренко Ганна Дмитрівна — український педагог, член-кореспондент Академії педагогічних наук СРСР, член-кореспондент Академії педагогічних наук України, Герой Соціалістичної Праці.
- Масло Михайло Кирилович — вчитель, поет, член Національної спілки письменників України.
- Артеменко Петро Іванович — український поет, перекладач, підпільник.